# Латинський кубок 1956
Сьомий розіграш Латинського кубка, що проводився з 29 червня по 3 липня 1956 року. Цей міжнародний футбольний клубний турнір розігрувався переможцями національних чемпіонатів Іспанії, Італії, Португалії та Франції. Країною-господаркою була Італія. Переможцем вдруге став італійський «Мілан».
Кубок був заснований футбольними федераціями чотирьох романськомовних країн Західної Європи. Матчі кубку проводились в одній країні, по черзі в кожній з країн-учасниць. Розіграш кубка влаштовувався влітку по закінченні поточного сезону національних чемпіонатів. Змагання складалися з двох півфіналів, матчу за третє місце і фінального матчу.

## Учасники
| N° | Країна     | Команда   | Ліга                                  |
| -- | ---------- | --------- | ------------------------------------- |
| 1  | Італія     | «Мілан»   | 2 місце чемпіонату Італії 1955-56     |
| 2  | Іспанія    | «Атлетік» | 1 місце чемпіонату Іспанії 1955-56    |
| 3  | Португалія | «Бенфіка» | 2 місце чемпіонату Португалії 1955-56 |
| 4  | Франція    | «Ніцца»   | 1 місце чемпіонату Франції 1955-56    |

## Півфінали
| 29.06.1956 |

| «Мілан»                                                                 | 4:2 (2:0)  | «Бенфіка»                           |
| ----------------------------------------------------------------------- | ---------- | ----------------------------------- |
| Амос Маріані 18' Хуан-Альберто Скьяффіно 40', 57' Освальдо Баньйолі 72' | (Протокол) | 52' Маріу Колуна 62' Фернанду Каяду |

| «Арена Чівіка», Мілан Арбітр: Хуліан Арке Мартін |

«Мілан»: Лоренцо Буффон, Чезаре Мальдіні, Франческо Дзагатті, Луїджі Радіче, Освальдо Баньйолі, Франко Педроні, Нільс Лідгольм, Амос Маріані, Хуан-Альберто Скьяффіно, Амлето Фріньяні, Джорджо Даль Монте, тренер: Етторе Пурічеллі.
«Бенфіка»: Жозе Бастуш, Анжелу Мартінш, Кавем, Хасінту Маркіш, Артур Сантуш, Саул Абрантеш, Маріу Колуна, Фернанду Кайядо, Жозе Агуаш, Сальвадор Мартінш, Ісідру Сантуш, тренер: Отто Глорія
| 29.06.1956 |

| «Атлетік»                | 2:0 (2:0)  | «Ніцца» |
| ------------------------ | ---------- | ------- |
| Фелікс Маркайда 14', 32' | (Протокол) |         |

| «Арена Чівіка», Мілан Арбітр: Армандо Маркетті |

«Атлетік»: Кармело Седрун, Хосе Ору, Каніто, Хесус Гарай, Фелікс Маркайда, Маурі Угармендія, Хосе Марія Магурегі, Ігнасіо Урібе, Енеко Арієта, Хосе Артече, Августин Гаїнса, тренер: Фердинанд Даучик.
«Ніцца»: Домінік Колонна, Альофнс Мартінес, Гі Пойветен, Жілбер Бонфін-Марруекос, Франсуа Мілаццо, Сесар Гонсалес, Жан-П'єр Альба, Рубен Браво, Жозеф Уйлакі, Віктор Нюренберг, Робер Брун, тренер: Луїс Карнілья

## За третє місце
| 1.07.1956 |

| «Бенфіка»                            | 2:1 (0:0, 0:0, 0:1) | «Ніцца»              |
| ------------------------------------ | ------------------- | -------------------- |
| Домісіану Кавем 118' Жозе Агуаш 132' | (Протокол)          | 102' Франсуа Мілаццо |

| «Арена Чівіка», Мілан Арбітр: Мануель Асенсі Мартін |

«Бенфіка»: Жозе Бастуш, Анжелу Мартінш, Кавем, Хасінту Маркіш, Артур Сантуш, Саул Абрантеш, Маріу Колуна, Фернанду Кайядо, Жозе Агуаш, Сальвадор Мартінш, Ісідру Сантуш, тренер: Отто Глорія
«Ніцца»: Домінік Колонна, Альофнс Мартінес, Гі Пойветен, Жілбер Бонфін, Франсуа Мілаццо, Сесар Гонсалес, Жан-П'єр Альба, Рубен Браво, Жозеф Уйлакі, Віктор Нюренберг, Робер Брун, тренер: Луїс Карнілья

## Фінал

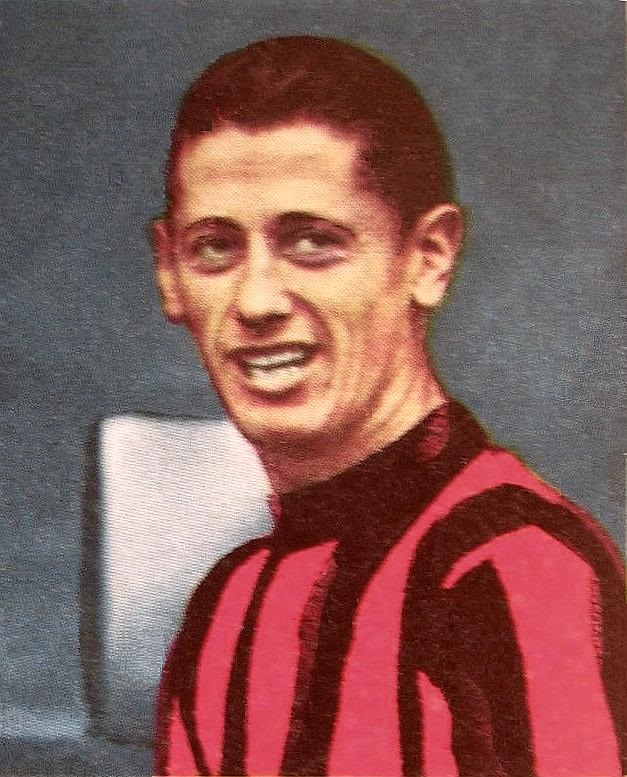
Хуан-Альберто Скьяффіно — найкращий бомбардир турніру

| 3 липня 1956 |

| «Мілан»                                                                  | 3:1 (1:0)  | «Атлетік»       |
| ------------------------------------------------------------------------ | ---------- | --------------- |
| Освальдо Баньйолі 21' Джорджо Даль Монте 80' Хуан-Альберто Скьяффіно 86' | (Протокол) | 50' Хосе Артече |

| «Арена Чівіка», Мілан Арбітр: Моріс Гігу |

|                  |    |                         |  |
|                  |    |                         |  |
| ВР               | 1  | Лоренцо Буффон          |  |
| ЗХ               | 2  | Чезаре Мальдіні         |  |
| ЗХ               | 3  | Франческо Дзагатті      |  |
| ЗХ               | 4  | Ерос Фассетта           |  |
| ЗХ               | 5  | Луїджі Радіче           |  |
| ПЗ               | 6  | Освальдо Баньйолі       |  |
| ПЗ               | 7  | Нільс Лідгольм          |  |
| ПЗ               | 8  | Амос Маріані            |  |
| НП               | 9  | Хуан-Альберто Скьяффіно |  |
| НП               | 10 | Амлето Фріньяні         |  |
| НП               | 11 | Джорджо Даль Монте      |  |
| Тренер:          |    |                         |  |
| Етторе Пурічеллі |    |                         |  |

|                  |    |                     |  |
|                  |    |                     |  |
| ВР               | 1  | Кармело Седрун      |  |
| ЗХ               | 2  | Хосе Ору            |  |
| ЗХ               | 3  | Каніто              |  |
| ЗХ               | 4  | Хесус Гарай         |  |
| ПЗ               | 5  | Фелікс Маркайда     |  |
| ПЗ               | 6  | Маурі Угармендія    |  |
| ПЗ               | 7  | Хосе Марія Магурегі |  |
| НП               | 8  | Ігнасіо Урібе       |  |
| НП               | 9  | Енеко Арієта        |  |
| НП               | 10 | Хосе Артече         |  |
| НП               | 11 | Августин Гаїнса     |  |
| Головний тренер: |    |                     |  |
| Фердинанд Даучик |    |                     |  |

## Найкращі бомбардири
| Місце | Гравець                           | Голи |
| ----- | --------------------------------- | ---- |
| 1     | Хуан-Альберто Скьяффіно («Мілан») | 3    |
| 2     | Фелікс Маркайда («Атлетік»)       | 2    |
| 2     | Освальдо Баньйолі («Мілан»)       | 2    |